# George Walden
George Gordon Harvey Walden (* 15. September 1939) ist ein britischer Beamter und Politiker der Conservative Party.

## Leben
Er ging auf die Latymer Upper School im Londoner Stadtteil Hammersmith. Später besuchte er das Jesus College in Cambridge, die École nationale d’administration in Frankreich, die Harvard University sowie die Universitäten in Moskau und Hongkong. Walden arbeitete von 1962 bis 1983 für das Britische Außenministerium, speziell in den Bereichen Russland, China und Frankreich. Walden vertrat die Conservatives zwischen 1983 und 1997 im Britischen Parlament. Von 1985 bis 1987 bekleidete er das Amt des Ministers für höhere Bildung.
Im Laufe seines Lebens verfasste Walden zahlreiche Bücher, darunter seine Memoiren mit dem Titel Lucky George. Andere bedeutende Bücher sind Time to Emigrate, New Elites: A Career in the Masses, Who Is a Dandy und God Won't Save America.